# 顯中脊歧脊沫蟬
顯中脊歧脊沫蟬（学名：Jembrana centralis）为尖胸沫蟬科歧脊沫蟬屬下的一个种。